# Загорье (бывшая деревня, Москва)
Заго́рье — бывшая деревня, вошедшая в состав Москвы. Ныне это название носят шесть микрорайонов, расположенных в южной части района Бирюлёво Восточное. Загорье примыкает к МКАД между Липецкой улицей и Павелецким направлением МЖД. Вблизи находится платформа Бирюлёво-Пассажирская, первоначально носившая название Загорье.

## История
Загорье располагалось на территории современного района Бирюлёво Восточное. Происхождение названия селения точно не установлено. Возможно, оно получило своё наименование из-за того, что находилось на самой возвышенной части этой местности, и если двигаться к нему со стороны центра, вполне может сложиться впечатление, что оно располагалось как бы «за горами».

### Загорье в XVII—XVIII веках
Первое документальное упоминание Загорья относится к первой половине XVII в. Пустошь Загорье примерно в 1624 году «за московское осадное сидение» (в 1618 году) была отказана дьяку Михаилу Смывалову в поместье из земель дворцового села Булатниково, а затем продана ему в вотчину. Из документов видно, что Смывалов поселил на пустоши Загорье крестьян. В 1633 году вотчину Смывалова отказали дьяку Мине Кирилловичу Грязеву в поместье. Затем в 1639 году Загорье было отказано Фёдору Тимофеевичу Племянникову. В 1641 году Загорье отдали брату Федора Тимофеевича Андрею (Племянниковы — род небогатых служилых людей). Судя по переписной книге 1646 года, а также межевой книге, составленной 18 ноября 1675 года, деревней Загорье продолжал владеть Андрей Тимофеевич Племянников. Согласно описанию 1709 года, «сельцом, что была деревня Загорье на речке на Журавенке», владел его сын стольник Григорий Андреевич Племянников. В сельце отмечены двор вотчинника, где жил приказчик, скотный двор и два крестьянских двора. Также отмечены три пустых двора. Составители документа тщательно зафиксировали причину запустения каждого из них: хозяин одного жил «за скудостью» у своего дяди, другого — ударился в бега, а третьего взяли в солдаты.
В середине XVIII в. Загорье принадлежало советнику Коллегии иностранных дел Петру Петровичу Курбатову. «Экономические примечания» 1766 года описывают это имение следующим образом:
«Сельцо Загорье Петра Петрова сына Курбатова. 21 двор, 40 душ мужского пола, 52 ― женского. Под селениями ― 9 десятин 1735 саженей, пашенной ― 71 десятина 123 сажени, сенных покосов ― 6 десятин 129 саженей, лесу ― 70 десятин 2069 саженей, неудобной земли ― 4 десятины 2245 саженей. Всего 162 десятины 1516 саженей. На правом берегу речки Журавенки дом господский деревянный и при нём сад с плодовыми деревьями, земля глинистая, хлеб и покосы средственные, лес строевой еловый, дровяной, сосновый, берёзовый и дубовый, крестьяне на пашне»
В начале 1780-х годов в руках у императрицы Екатерины II оказались в собственности соседние с Загорьем село Чёрная Грязь (Царицыно) и три четверти села Булатникова. Эти два селения соединяла прямая дорога протяжённостью всего в пять вёрст, однако между ними вклинивалось сельцо Загорье. Государыня стала думать о соединении двух частей своего имения в единое целое, и в марте 1781 года управитель Царицына В. Я. Карачинский получил «повеление Её Императорского Величества торговать… у князя Трубецкого в селе Булатникове четвёртую часть, а также у Петра Петровича Курбатова разделяющие село Царицыно с селом Булатниковым деревни». В ответ на предложение о продаже своего владения П. П. Курбатов написал:
«Записка государю моему Василию Яковлевичу Карачинскому 8 марта 1781 года. На вопрос ваш о продаже подмосковной моей деревни Загорье, прямо дружески открываются:
1. Она сама по себе не многое значит, но в рассуждении её местоположения, леса, рощей по нескольким местам саженных, можно почесть её приятною для близкого от города выезда.
2. С радостью превеликою увижу её принадлежащую к селу Царицыну, лишь бы только угодна была для соединения Царицына с Булатниковым, выговаривая, однако, дворовых людей, с которыми мне, а им со мною, расстаться было бы прискорбно или прямо сказать не можно.
3. О цене ничего сказать не могу, а вам нельзя быть неизвестну, сколько б получить можно за лес и рощи, ежели б похотел я продавать их с места, но знаете сами сколь мало лаком я к деньгам. Да и что мне в них, ежели при моей старости, не имел бы я такой близкой от города деревеньки, для частых в летнее время выездов и по той же Серпуховской дороге, которою я и в отдалённую мою деревню иногда езжу.
4. Есть тут вблизи экономические деревни, но велики. Село Покровское, а к нему небольшая деревенька Котляково, почти безлесная, которые имеют под собою одну неразделённую дачу, но разделять их покажется может быть за неудобно. Подальше есть одна еще деревенька дворцовая, особняком стоящая и от дворцовых сёл отдаленная ― Чертаново.

5. Хотя бы в ней явилось несколько и больше душ против моей деревеньки, но кажется можно при сем случае почесть то малостию, за выговоренные дворовые души равное число вывести. За особое почту себе счастие, когда моя деревенька соединит Царицыно с Булатниковым»
Однако императрица довольно быстро охладела к Царицыну, и переговоры закончились в итоге ничем.

### Загорье в XIX веке
В 30–40-е годы XIX в. Загорье принадлежало княгине Марии Алексеевне Хованской, родной сестре Ивана Алексеевича Яковлева, который являлся отцом известного публициста Александра Ивановича Герцена. На воспитании у княгини жила племянница Наталья Александровна Захарьина. Впоследствии она стала женой А. И. Герцена.
В середине XIX в. Загорье принадлежало Александру Владимировичу Соймонову, племяннику известного композитора А. А. Алябьева. Из документов 1860—1880-х годов выясняются имена ещё двух владельцев усадьбы. 30 июля 1862 г. была составлена уставная грамота, выданная З. Я. Смирнову. Сохранилось дело 1879—1884 гг. о выкупе земли крестьянами у З. Я. Смирнова и С. А. Ивановой.
В конце XIX в. практически все семьи Загорья занимались промыслами — женщины, в основном, изготовляли гильзы для папирос, мужчины работали артельщиками, ломовыми извозчиками, трудились на мишурных и канительных фабриках. Именно последним объясняется то, что хотя по данным 1889 г. в Загорье числилось 112 жителей, постоянно здесь проживали лишь 28 мужчин и 52 женщины. Такой низкий процент наличного мужского населения был вызван работой мужчин на стороне. Усадьба с конца XIX в. принадлежала семье Крестовниковых.
Известный купеческий род Крестовниковых происходил из крестьян Костромской губернии, а сами они состояли в московском купечестве с 1826 г., когда в Москве появился основатель рода Константин Кузьмич Крестовников.
Когда именно Крестовниковы стали владельцами усадьбы Загорье неизвестно. Вероятно, это произошло в середине 80-х годов XIX в. Во всяком случае, имеется свидетельство, что в 1887 г. Г. А. Крестовников проводил туда телефонную линию. Официально имение было записано на Юлию Тимофеевну, о чём свидетельствует запись в справочнике 1911 г. В это время в деревне значился 21 двор. Основным занятием крестьян являлось садоводство. По соседству свои дачи имели и дяди Григория Александровича.
Всего в Загорье у Крестовниковых было четыре двухэтажных дома. Один из них был построен специально для церковно-приходской школы, открытой в 1890 г. и находившейся на попечении Крестовниковых. В начале XX в. в ней преподавали две учительницы. Детей здесь обучали грамоте, а для девочек и затем и для взрослых были открыты курсы кружевного ремесла. Целью было дать крестьянским женщинам профессию, приносящую неплохой доход. Попечительницей кружевной мастерской являлась Мария, дочь Г. А. Крестовникова.

### Загорье в XX веке
Семейством Крестовниковых было сделано очень многое для Загорья — они вырыли колодцы, благоустроили пруды, в которых затем разводили рыбу, разбили регулярный и ландшафтные парки, посадили сирень редких сортов, различные виды деревьев.
От Загорья до Царицына ими было построено шоссе, названное в их честь Крестовниковским, проходившее по нынешним 3-й Радиальной и Липецкой улицам, а также Бирюлёвскому дендропарку. Григорий Александрович Крестовников умер в 1918 г. Юлия Тимофеевна дожила до 1920 г.
После революции имение было национализировано, и в нём создали совхоз имени В. И. Ленина, основным направлением которого являлось разведение элитных сортов ягод, особенно земляники. В течение долгих лет директором совхоза был Григорий Платонович Солопов. На площади в 25 гектаров он получал в среднем по 60 центнеров земляники с гектара (в лучших звеньях эта цифра доходила до 70 центнеров). Большую роль в достижении этих урожаев сыграла переведенная сюда в 1932 г. плодово-ягодная станция, на базе которой был создан Научно-исследовательский зональный институт Нечернозёмной полосы РСФСР. Среди выведенных здесь сортов земляники садовой особенно выделялся сорт «Красавица Загорья» и сорт земклуники «Надежда Загорья». Дома Крестовниковых, хотя и были разграблены после революции, ещё долго находились в пользовании жителей Загорья. В одном из них располагался клуб, в другом — школа с сохранявшейся богатой библиотекой прежних владельцев, в третьем — детский сад, в четвёртом — ясли.
В 1960 г. Загорье вошло в черту Москвы, а в 1970-е годы дома деревни были снесены в период массовой застройки района.

## Институт садоводства

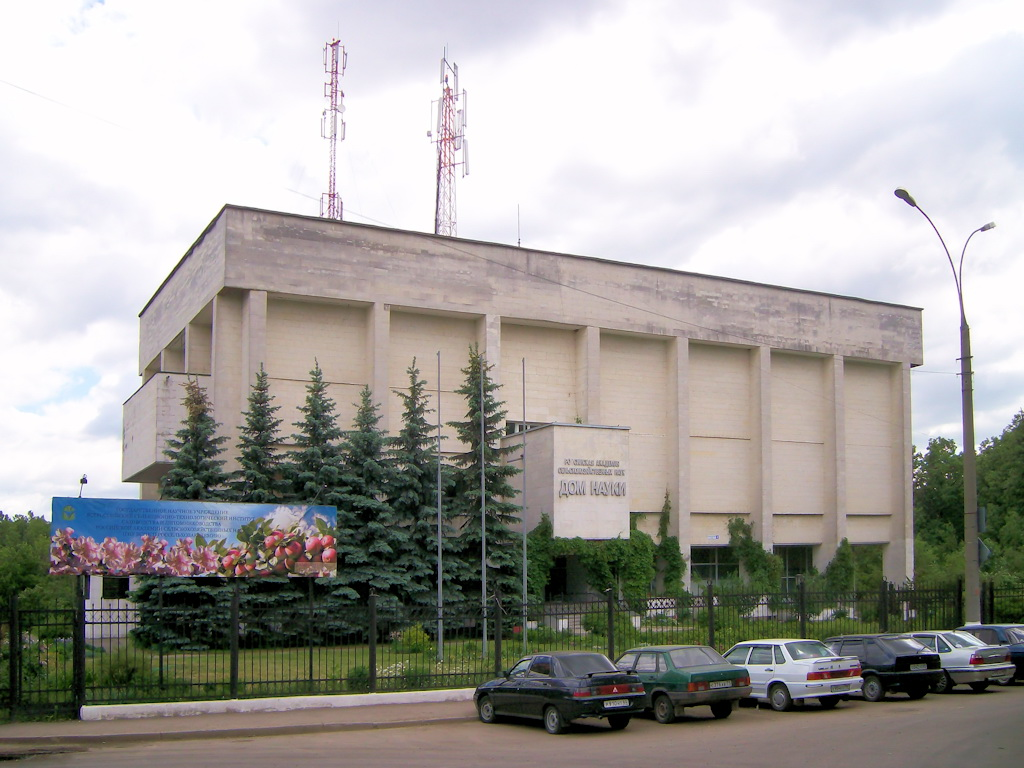
Дом науки Россельхозакадемии при Институте садоводства

Институт садоводства (ГНУ ВСТИСП Россельхозакадемии, Всероссийский селекционно-технологический институт садоводства и питомниководства) располагается на территории посёлка Загорье, между Михневской, Загорьевской и Ягодной улицами. Главное здание расположено по адресу Загорьевская улица, д. 4.
В апреле 2010 года Институту садоводства исполнилось 80 лет, итогом его работы стали коллекции плодово-ягодных сортов насчитывающие 1410 образцов и 1797 цветочно-декоративных культур, ввод в культуру нетрадиционных пород, таких как облепиха, ежевика, калина, рябина и т. д. Выведены высокоурожайные, зимостойкие сорта плодово-ягодных пород, разработаны эффективные схемы возделывания и защиты растений от вредителей и болезней, решены вопросы содержания почвы, питательный режим и методы хранения урожая, разработан ряд ягодоуборочных машин, комбайнов, агрегатов для ухода за садами и пр.
Институт активно сотрудничал с родственными зарубежными учреждениями Польши, Болгарии, Германии, Франции, Италии, Великобритании, продолжается эта работа и сейчас в первую очередь с институтами садоводства стран СНГ. Экономистами института совместно с другими специалистами разработана концепция развития промышленного садоводства России до 2020 года.
В последние годы Институт садоводства часто посещают руководители Министерства сельского хозяйства РФ, Россельхозакадемии и города Москвы. При проведении в 2009 году отчётно-выборной сессии Россельхозакадемии институт посетили: Первый заместитель Председателя правительства В. А. Зубков и заместитель Министра сельского хозяйства А. В. Петриков, с деловыми предложениями в институт приезжали мэр Москвы Ю. М. Лужков и его первый заместитель П. П. Бирюков. 13 июля 2006 года в Доме науки, при институте, по инициативе дирекции состоялось выездное заседание Совета по вопросам агропромышленного комплекса России при Председателе Совета Федерации Федерального Собрания С. М. Миронова.